# 白什坎特镇
白什坎特镇，是中华人民共和国新疆维吾尔自治区喀什地区莎车县下辖的一个乡镇级行政单位。

## 行政区划
白什坎特镇下辖以下地区：
托万巴格托格拉克村、玉库热巴格托格拉克村、吾依巴格村、英买里村、托万巴格艾日克村、玉库热巴格艾日克村、英巴格村、托万托卡木艾日克村、仓巴扎村、帕勒塔艾日克村、托卡木艾日克村、库各加依村、库玛村、喀日哈纳村、喀拉玉吉麦村、塔合塔科瑞克村、英吾斯塘村、提热克阿恰勒村、英阿瓦提村、塔塔尔仓村、塔塔尔村、塔斯克玛村、托格拉克玛扎村、古勒巴格村、托喀依村和阿瓦提村。